# Aeshna caerulea
Aeshna caerulea е вид водно конче от семейство Aeshnidae. Видът е незастрашен от изчезване.

## Разпространение
Разпространен е в Австрия, Беларус, Великобритания, Германия, Грузия, Естония, Италия, Латвия, Норвегия, Русия, Финландия, Швейцария и Швеция.